# Suffolk
Suffolk [ˈsʌfək] ist eine nordöstlich von London an der englischen Ostküste gelegene Grafschaft. Zusammen mit Cambridgeshire und Norfolk wird dieser Bereich Englands auch East Anglia genannt. Die Grafschaft grenzt an Norfolk im Norden, Cambridgeshire im Westen und Essex im Süden. Der Hauptort ist Ipswich; andere wichtige Orte sind Bury St Edmunds, Lowestoft und Stowmarket.
Die Bezeichnung rührt von south folk (den „südlichen Leuten“) der Angeln her – vgl. Norfolk.
Von 1889 bis 1974 war Suffolk in zwei Verwaltungsgrafschaften, East Suffolk und West Suffolk aufgeteilt. Seit April 2019 gliedert sich Suffolk in fünf Districts: Babergh, East Suffolk (entstanden aus Suffolk Coastal und Waveney), Ipswich, Mid Suffolk, West Suffolk (entstanden aus Forest Heath und St Edmundsbury)

## Geschichte
Vor der Eroberung durch die Römer siedelten hier die keltischen Icener, In römischer Zeit verlief entlang der Küste Suffolks die Festungskette des „litus saxonicum“ (Sachsenküste), die u. a. den River Deben vor Pirateneinfällen schützen sollte. Zu dieser Kette gehörte auch Walton Castle. Im 5. Jahrhundert wanderten die Angeln in die zuvor dünn besiedelte Region ein. Zu den vermutlich wichtigsten Siedlungen der angelsächsischen Zeit entwickelten sich Sudbury und Ipswich. Aus dem 7. Jahrhundert stammt das Bootsgrab von Sutton Hoo, möglicherweise das des Königs Rædwalds. In Dommoc, das meist mit dem heutigen Dunwich identifiziert wird, befanden sich ein Hauptsitz des Königreichs East Anglia und eine Diözese. Im 9. Jahrhundert kam es wiederholt zu Einfällen der Wikinger, die 869 ganz East Anglia verwüsteten.
Nach der normannischen Eroberung wurden viele Motten bzw. Burgen wie Eye Castle, Clare Castle, Denham Castle. Framlingham Castle und Walton Castle (letzteres auf den Mauern des römischen Kastells) erbaut. In der Folgezeit entwickelt sich die Wollverarbeitung, die durch die feine Wolle des Suffolk-Schafs berühmt wurde. Dunwich, dass sich bis zum 13. Jahrhundert durch den Wollhandel zu einem blühenden Hafen mit vielen Einwohnern entwickelt hatte, verlor durch Stürme und Küstenabbrüche 1286, 1287, 1328, 1347 und 1362 viele Einwohner, viele Häuser und seine Bedeutung. Dafür wurde das benachbarte Walberswick als Hafen genutzt. Die Küstenerosion schreitet immer noch fort. Erst in der viktorianischen Zeit entwickelten sich neue Küstenorte wie Felixstowe und Lowestoft.

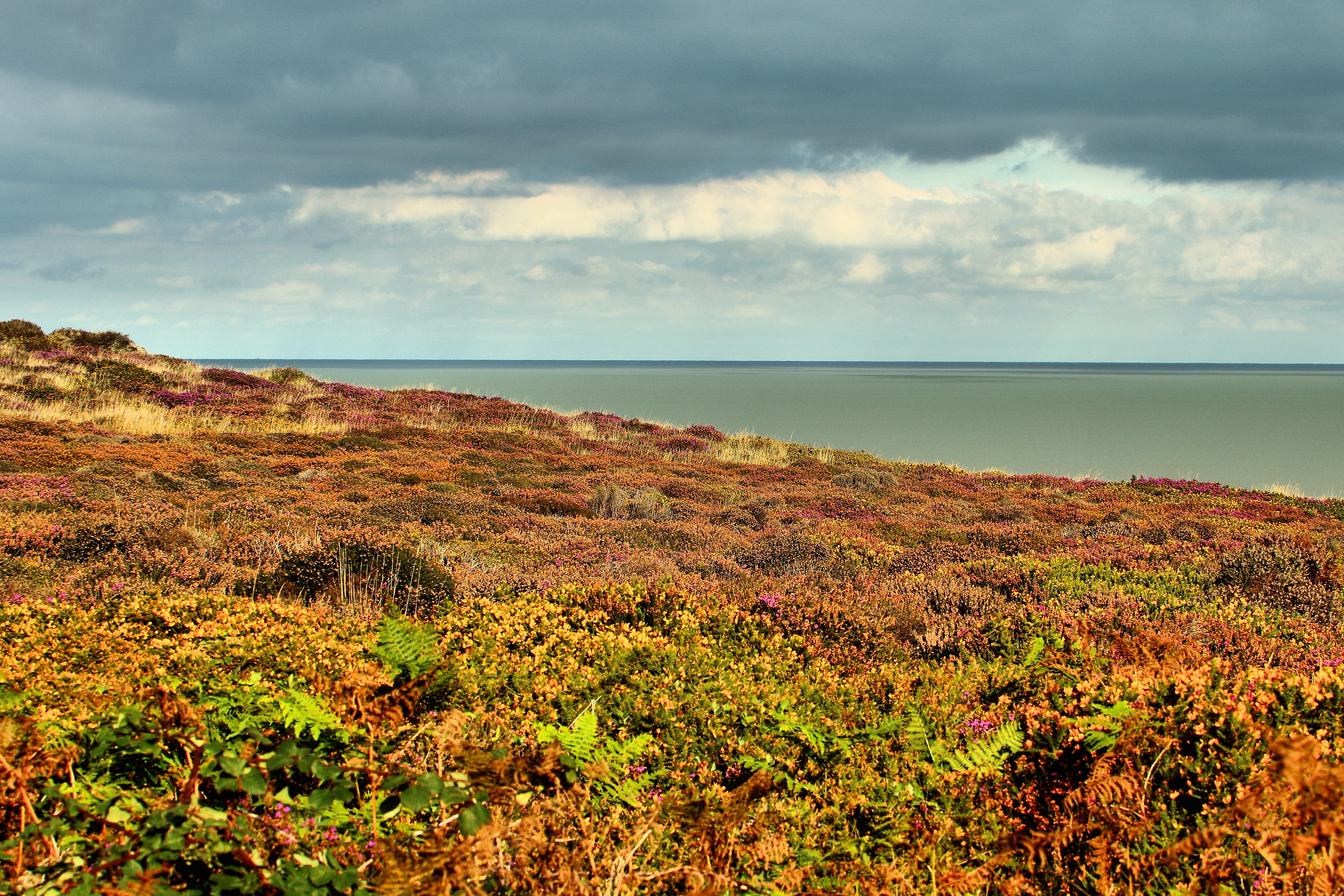
Küstenlandschaft: Heide von Dunwich

Obwohl Suffolk im Domesday Book 1086 als selbstständige Grafschaft bezeichnet wurde, wurde es bis 1575 gemeinsam mit Norfolk von einem Sheriff verwaltet. In den Rosenkriegen stand es überwiegend zum Haus York. Die Grenzen Suffolks haben sich seit dem Mittelalter kaum verändert, von Küstenabbrüchen wie zuletzt 1953 und 2013 einmal abgesehen.

## Wirtschaft
Wenngleich die Wolle aus Suffolk keine Spitzenqualität erreichte, war die Ausbeute seit alten Zeiten groß. Eine frühe mechanische Anlage zum Säubern und Verdicken (fulling) von Wolltuch, das dadurch wasserdicht gemacht wurde, entstand 1287 in Hadleigh. Der Ort wurde später auch durch die Färberei mit Indigo bekannt. Um 1330 ließen sich flämische Weber in Suffolk nieder. Im 14. und 15. Jahrhundert war Dunwich durch Wollverarbeitung und -handel neben London eine der reichsten Städte Englands, im 16. und 17. Jahrhundert litten diese Gewerbe zunehmend unter der holländischen Konkurrenz, die leichtere Stoffe erzeugte. Daneben spielten Fischerei, die inzwischen fast verschwunden ist, und Landwirtschaft stets eine große Rolle. 1778 wurde in Leiston die Landmaschinenfabrik von Richard Garrett & Sons gegründet, die bis 1932 bestand. Im 19. Jahrhundert entstand in Ipswich die exportintensive Landmaschinenfabrik Ransomes, Sims & Jefferies, die auch Torfabbaumaschinen, Trolleybusse und zuletzt noch Rasenmäher baute; die letzte Fertigung wurde Ende des 20. Jahrhunderts geschlossen. Die Nahrungsmittelindustrie ist z. B. durch die Greene King Brewery in Bury St Edmunds und durch die Fleischverarbeitung vertreten, die Pharmaindustrie durch Sanofi in Haverhill.

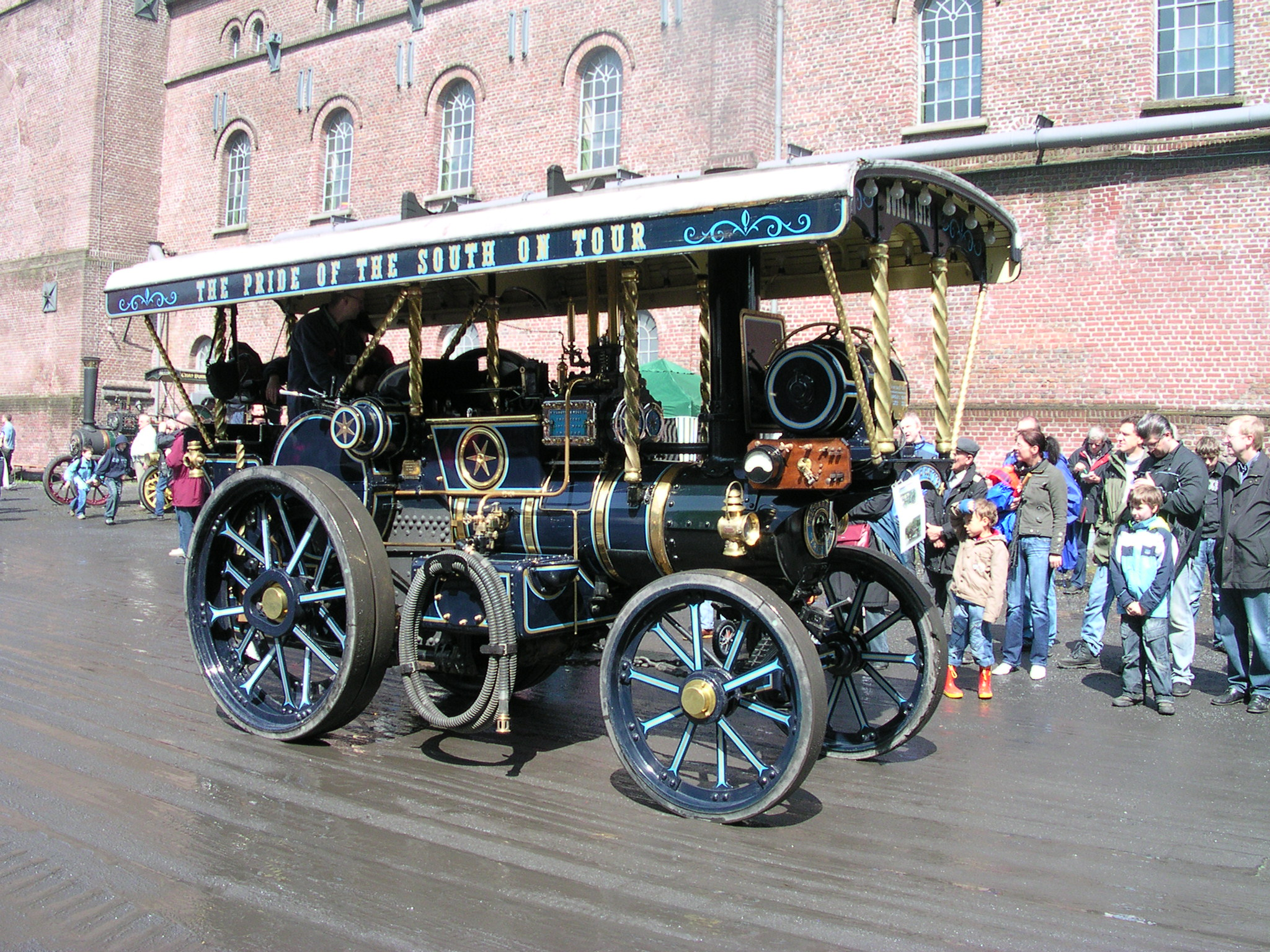
Dampftraktor von Richard Garrett & Sons (1913) für Stadtrundfahrten

In Lowestoft existieren Werftbetriebe, Offshore-Zulieferdienste und Betriebe zum Bau von Ölplattform-Komponenten und Windkraftanlagen. In Felixstowe bestehen zwei große Containerterminals; damit ist Felixstowe der größte Containerhafen Großbritanniens mit ca. 3,6 Millionen TEU im Jahr 2019.

## Städte und Ortschaften

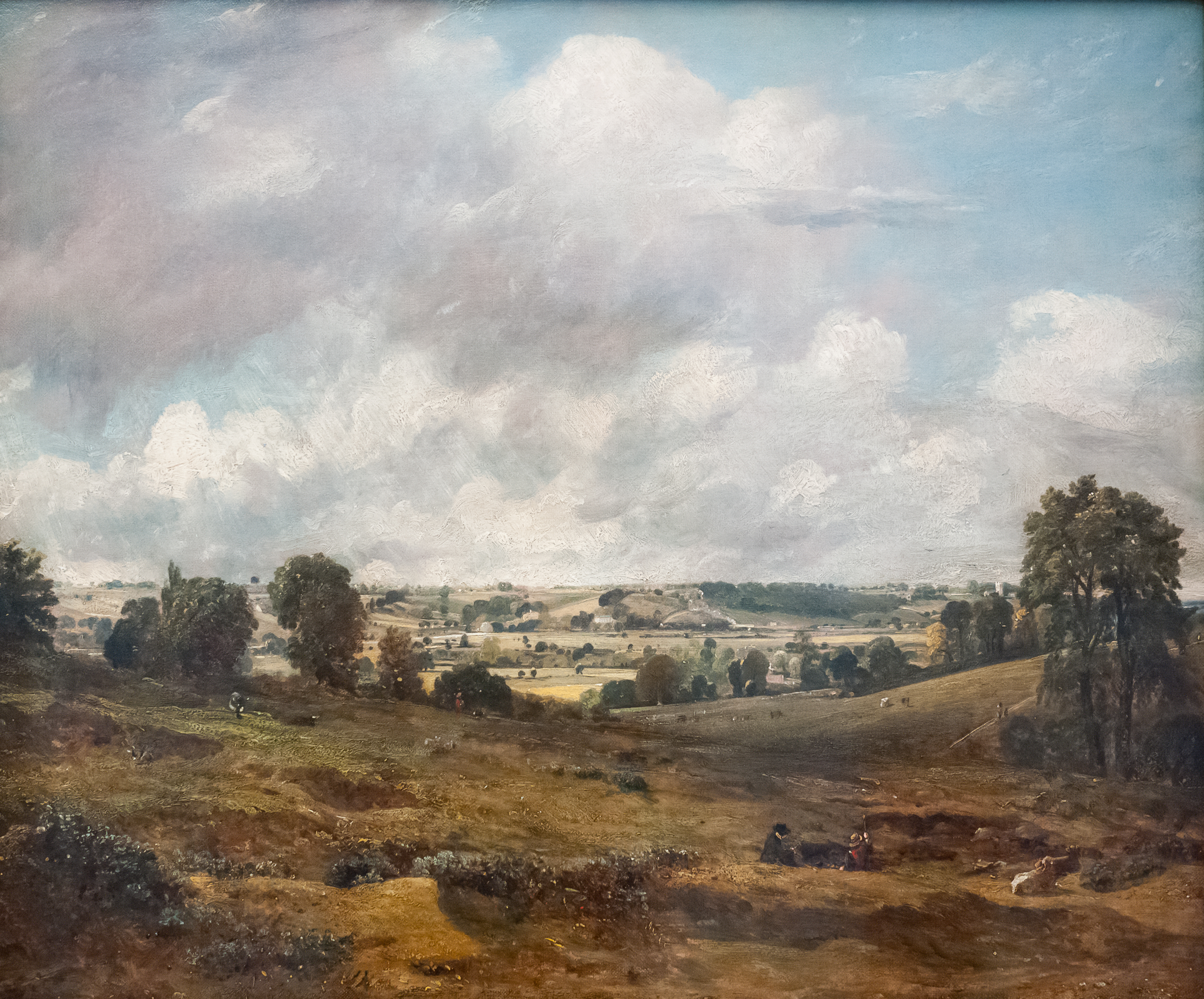
John Constable: Ansicht des Tals von Dedham (1815). Während die Region um Sudbury, wo Thomas Gainsborough geboren wurde, aufgrund seiner vielen Landschaftsbilder, die hier entstanden, als Gainsborough Country gilt, wird Dedham Vale aus dem gleichen Grund als Constable Country bezeichnet.

- Acton, Akenham, Aldeburgh, Alpheton, Assington
- Beccles, Belstead, Bildeston, Blundeston, Blythburgh, Bower House Tye, Boxford, Bramford, Brandon, Brent Eleigh, Broad Street, Bungay, Bures, Burstall, Bury St Edmunds
- Calais Street, Capel St. Mary, Castling’s Heath, Cavendish, Chattisham, Chelmondiston, Chelsworth, Clare, Coddenham
- Dalham, Ditchingham, Dunwich
- East Bergholt, Eastbridge, Edwardstone, Elmsett, Erwarton, Eye
- Felixstowe, Framlingham, Freston
- Glemsford, Gosling Green, Great Bealings, Great Thurlow, Great Waldingfield, Groton, Grundisburgh
- Hadleigh, Halesworth, Harkstead, Hartest, Haughley, Haverhill, Herringfleet, Higham, Hintlesham, Holbrook, Holton St. Mary, Honington, Horner’s Green, Hoxne
- Ipswich, Ixworth
- Kedington, Kesgrave, Kessingland, Kettlebaston
- Lakenheath, Lavenham, Lawshall, Laxfield, Leiston, Lindsey, Lindsey Tye, Little Cornard, Little Waldingfield, Long Melford, Lowestoft
- Melton, Mendlesham, Middleton, Milden, Mildenhall, Mill Green, Monks Eleigh, Moulton
- Naughton, Nayland, Nedging, Needham Market, Newmarket, Norton
- Orford, Oulton, Oulton Broad
- Pakenham, Parliament Heath, Peasenhall, Polstead, Poslingford, Priory Green,
- Rattlesden, Raydon, Rose Green, Round Maple
- Saxmundham, Saxtead, Saxtead Green, Semer, Shelley, Sherbourne Street, Shimpling, Shotley, Shotley Gate, Shottisham, Snape, Somerleyton, Somerton, Southwold, Sproughton, St. Olaves, Stackyard Green, Stanstead, Stoke by Claire, Stoke-by-Nayland, Stowmarket, Stradbroke, Stutton, Sudbury, Swingleton Green
- Tattingstone, Thorpe Morieux, Thorpeness
- Ufford
- Walberswick, Walsham le Willows, West Stow, Westleton, Whatfield, Wherstead, Wickham Market, Whitestreet Green, Woodbridge, Woolpit, Woolverstone
- Yoxford

## Sehenswürdigkeiten
- Adnams Brewery
- Aldeburgh Festival
- Boxted Hall
- Bungay Castle
- Broads National Park
- Christchurch Mansion
- Clare Castle
- Dedham Vale
- Druid’s Stone
- Elveden Hall
- Erwarton Hall
- Eye Castle
- Framlingham Castle
- Greene King Brewery
- Haughley Castle
- Holy Trinity Church, Long Melford
- Kentwell Hall
- Langham Hall
- Leiston Abbey
- Lindsey Castle
- Melford Hall
- Mettingham Castle

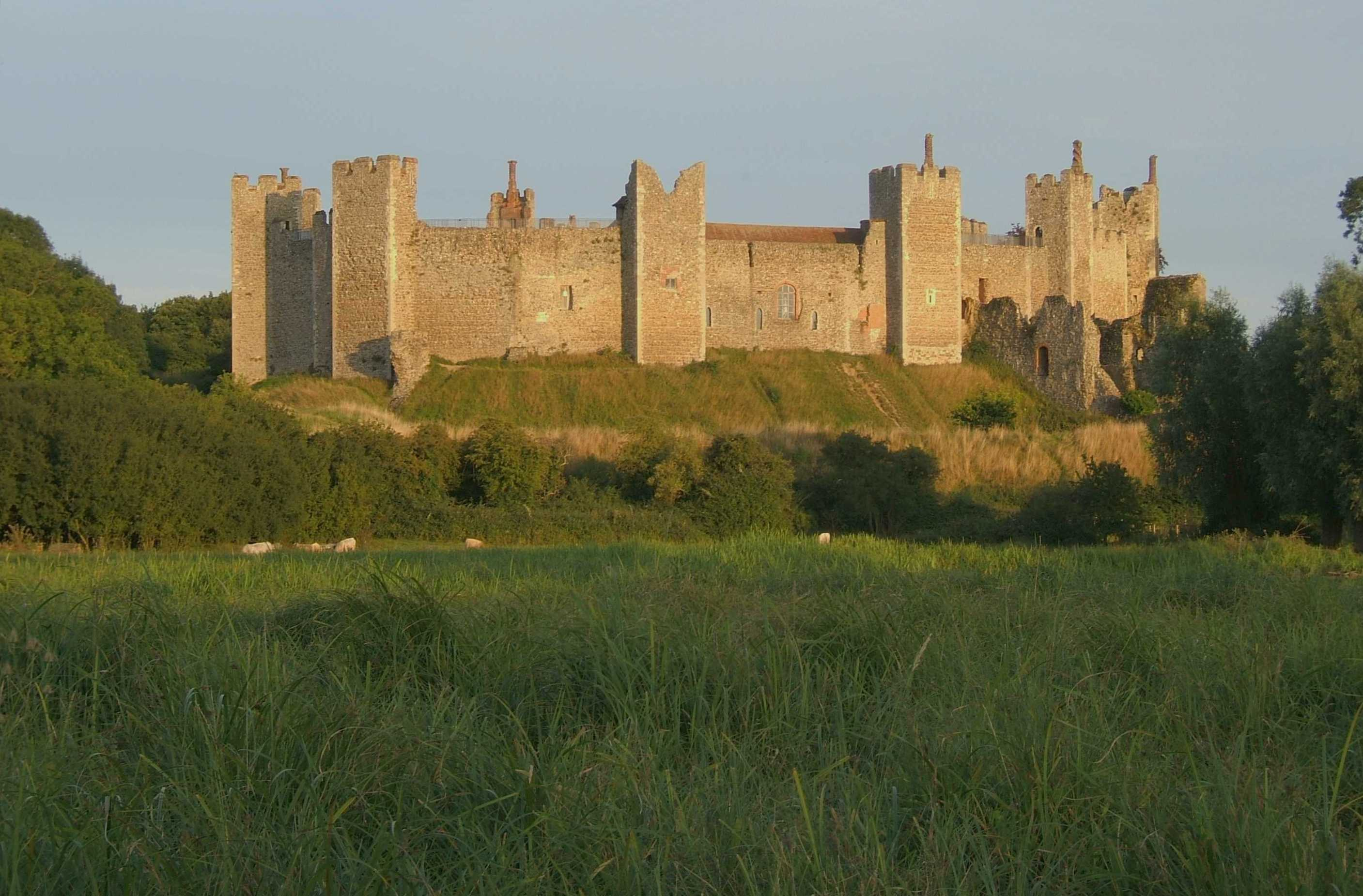
Innenhof und unterer Hof von Framlingham Castle von Nordwesten

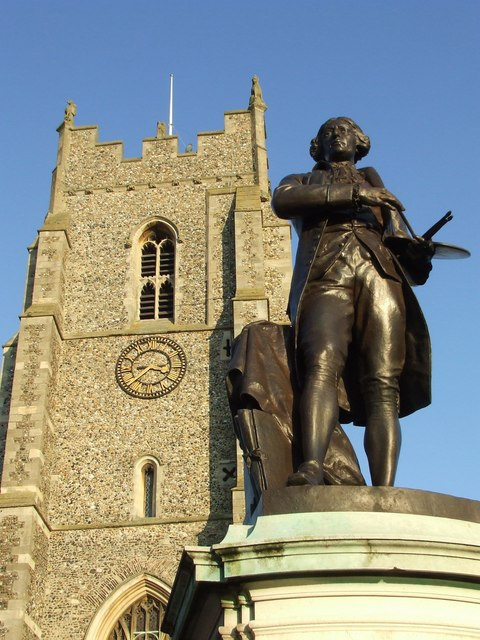
Gainsborough-Denkmal in Sudbury vor der heute profanierten Kirche St. Peters (15. Jahrhundert)

- Ness Point, östlichster Punkt des Vereinigten Königreiches
- Norfolk and Suffolk Aviation Museum
- Orford Ness und Castle
- Saxtead Green Post Mill
- Southwold Lighthouse
- St. Edmunds Abbey
- St. Edmundsbury Cathedral
- St. Peter and St. Paul’s Church, Lavenham
- Sue Ryder Foundation Museum
- Suffolk Broads
- Suffolk Coast and Heaths Path
- Suffolk Heritage Coast
- Sutton Hoo
- Wingfield Castle